# Dzikowa
Dzikowa est une localité polonaise de la gmina de Mietków, située dans le powiat de Wrocław en voïvodie de Basse-Silésie.